# التسلسل الزمني للإسلام في القرن 6 م

## القرن السادس (500–600)
تقدر الفترة من 126 ق هـ - 23 ق هـ
- 545:  مولد عبد الله بن عبد المطلب والد الرسول محمد (تقديري).
- 570:  مولد الرسول محمد بن عبد الله (تقديري) ووفاة والده في نفس العام.
- 573:  مولد أبوبكر الصديق (تقديري).
- 576: وفاة آمنة بنت وهب والدة الرسول (تقديري).
- 576:  مولد عثمان بن عفان (تقديري).
- 578: وفاة عبد المطلب جد الرسول (تقديري).
- 582:  مولد عمر (تقديري).
- 582:  سافر الرسول إلى الشام مع عمه أبو طالب حيث قابل الراهب بحيرى. ولاحظ بحيرى بوجود علامات النبوة عليه فسأل المزيد عنه وطلب كشف عن خاتم النبوة[1]  (تاريخ تقديري).
- 594: عمل محمد عند خديجة; فيقود حملتها التجارية إلى الشام والعودة (تاريخ تقديري)
- 595: تزوج محمد من خديجة (تاريخ تقديري).
- 599: مولد علي بن أبي طالب في مكة.